# Јосипово
Јосипово (до 1991. године Циганка) је насељено место у саставу општине Сопје у Вировитичко-подравској жупанији, Република Хрватска.

## Историја
До територијалне реорганизације у Хрватској налазило се у саставу старе општине Подравска Слатина.

## Становништво
На попису становништва 2011. године, Јосипово је имало 281 становника.

## Попис1991.
На попису становништва 1991. године, насељено место Циганка је имало 348 становника, следећег националног састава:
| Попис 1991.‍  | Попис 1991.‍  | Попис 1991.‍ | Попис 1991.‍ | Попис 1991.‍ |
| ------------ | ------------ | ----------- | ----------- | ----------- |
|              |              |             |             |             |
| Хрвати       | Хрвати       |             | 342         | 98,27%      |
| Срби         | Срби         |             | 2           | 0,57%       |
| Мађари       | Мађари       |             | 1           | 0,28%       |
| Немци        | Немци        |             | 1           | 0,28%       |
| неопредељени | неопредељени |             | 1           | 0,28%       |
| регион. опр. | регион. опр. |             | 1           | 0,28%       |
| укупно: 348  |              |             |             |             |